# Pycnographa
Pycnographa is een geslacht van vlinders van de familie tandvlinders (Notodontidae), uit de onderfamilie Notodontinae.

## Soorten
- P. netrioides Kiriakoff, 1962
- P. tamarix Kiriakoff, 1958